# Ismail Jakobs
Ismail Jakobs (Keulen, 17 augustus 1999) is een Senegalese profvoetballer die onder contract staat bij AS Monaco. Jakobs speelt zowel als linksback als linksbuiten.

## Carrière
In de voorbereiding op het Bundesligaseizoen 2019/20 nam Jakobs als jeugdspeler deel aan het trainingskamp van de eerste selectie van 1. FC Köln onder de nieuwe hoofdtrainer Achim Beierlorzer. Hij werd daaropvolgend definitief opgenomen in de eerste selectie. Op 8 november 2019 maakte hij zijn profdebuut in de 1-2 verloren wedstrijd tegen TSG 1899 Hoffenheim, waarin hij direct als basisspeler startte. Op 18 december maakte hij zijn eerste doelpunt voor de club in de 4-2 gewonnen wedstrijd tegen Eintracht Frankfurt. Begin maart 2020 werd zijn contract verlengd tot 2022.

## Clubstatistieken
| Seizoen         | Club            | Competitie      | Competitie | Competitie | Beker | Beker | Internationaal | Internationaal | Totaal | Totaal |
| Seizoen         | Club            | Competitie      | Wed.       | Dlp.       | Wed.  | Dlp.  | Wed.           | Dlp.           | Wed.   | Dlp.   |
| --------------- | --------------- | --------------- | ---------- | ---------- | ----- | ----- | -------------- | -------------- | ------ | ------ |
| 2019/20         | 1. FC Köln      | Bundesliga      | 20         | 2          | 0     | 0     | 0              | 0              | 20     | 2      |
| 2020/21         | 1. FC Köln      | Bundesliga      | 23         | 1          | 2     | 1     | 0              | 0              | 25     | 2      |
| 2021/22         | AS Monaco       | Ligue 1         | 28         | 0          | 5     | 0     | 6              | 0              | 39     | 0      |
| 2022/23         | AS Monaco       | Ligue 1         | 32         | 0          | 1     | 0     | 8              | 0              | 41     | 0      |
| 2023/24         | AS Monaco       | Ligue 1         | 22         | 1          | 1     | 0     | —              | —              | 23     | 1      |
| 2024/25         | AS Monaco       | Ligue 1         | 2          | 0          | 0     | 0     | —              | —              | 2      | 0      |
| 2024/25         | → Galatasaray   | Süper Lig       | 17         | 0          | 3     | 0     | 3              | 0              | 23     | 0      |
| 2025/26         | Galatasaray     | Süper Lig       | 1          | 0          | 0     | 0     | 0              | 0              | 1      | 0      |
| Carrière totaal | Carrière totaal | Carrière totaal | 145        | 4          | 12    | 1     | 17             | 0              | 174    | 5      |

Bijgewerkt tot en met 8 augustus 2025.
4 Jakobs ·
5 Aydın ·
6 Sánchez ·
7 Sallai ·
8 Sara ·
9 Icardi ·
10 Sané ·
11 Akgün ·	
17 Elmalı ·
18 Kutlu ·
19 Güvenç ·
21 Kutucu ·
22 Zaniolo ·
23 Ayhan ·
24 Jelert ·
25 Nelsson ·
26 Cuesta ·
27 Köhn ·
30 Demir ·
33 Gürpüz ·
34 Torreira ·
42 Bardakcı ·
45 Osimhen ·
50  J. Yılmaz ·
53 B. Yılmaz ·
77 Morata ·
81 Bülbül ·
83 Akman ·
88 Karataş ·
90 Baltacı ·
91 Ünyay ·
99 Lemina ·
Coach: Buruk
1 Dieng ·
2 F. Mendy ·
3 Koulibaly  ·
4 Cissé ·
5 I. Gueye ·
6 N. Mendy ·
7 Jackson ·
8 Kouyaté ·
9 Dia ·
10 N'Diaye ·
11 Ciss ·
12 Ballo-Touré ·
13 Ndiaye ·
14 Jakobs ·
15 Diatta ·
16 É. Mendy ·
17 P. Sarr ·
18 I. Sarr ·
19 Diédhiou ·
20 Dieng ·
21 Sabaly ·
22 Diallo ·
23 Gomis ·
24 Name ·
25 Loum ·
26 P. Gueye ·
Coach: Cissé